# José Espejo
José Gerónimo Espejo (San José de Jáchal, 1911 - Buenos Aires, 1980) était un syndicaliste argentin. 
Militant depuis le plus jeune âge, il devint, avec l’appui notamment d’Eva Perón, secrétaire général de la centrale CGT et dirigea ce syndicat de 1947 à 1953. Son arrivée marqua le début d’un processus de collaboration étroite avec le gouvernement péroniste. Il occupa par ailleurs plusieurs fonctions officielles, et soutint en 1951, mais en vain, la candidature d’Eva Perón à la vice-présidence de la république. Sa carrière connut une fin abrupte à l’avènement de la Révolution libératrice en septembre 1955.

## Biographie
Né en 1911 à San José de Jáchal, dans la province de San Juan, José Espejo s’engagea de bonne heure, alors qu’il n’avait pas encore terminé ses études secondaires, dans l’activité syndicale, entreprenant de lire tout ce qui se rapportait à la Révolution mexicaine. Dans les années 1930, il se détourna du Parti socialiste qui, selon ses dires, ne prenait pas en compte les aspirations d’un prolétariat national en pleine expansion par suite de l’immigration. Chauffeur à la compagnie Bagley, qui commercialisait des produits alimentaires, il se hissa progressivement au rang de dirigeant du Sindicato Obrero de la Industria de la Alimentación (Syndicat ouvrier de l’industrie de l’alimentation, ou SOIA), puis à la Federación Obrera de la Industria de la Alimentación (FOA). En 1940, pour une grève, il fut emprisonné pendant sept mois à Villa Devoto, dans la proche banlieue portègne. 
Le 3 décembre 1947, sur proposition de Raúl Costa, secrétaire général du Syndicat de l'alimentation, et après approbation par Eva Perón et les sphères du pouvoir en place, Espejo fut élu à l’unanimité nouveau secrétaire général de la CGT, fonction qu’il remplira jusqu’en 1953. Son arrivée à la centrale syndicale marqua le début du processus de collaboration étroite avec le gouvernement péroniste. Il jouera dans la suite, sous les deux premiers gouvernements de Juan Perón, un rôle de premier plan, venant à occuper différentes fonctions, dont notamment la seconde vice-présidence (la première échéant à Cámpora, et la présidence à Mercante) de la Convention nationale constituante de 1949, la vice-présidence de la Commission nationale d’apprentissage et d’orientation professionnelle, et accédant à la direction de la Caja de Industria (Fonds pour l’industrie) et de la Caja de Préstamos para la Vivienda (Caisse de prêt au logement), et enfin à la tête du directoire du quotidien La Prensa, après que celui-ci eut été exproprié en 1951 et fut passé aux mains de la CGT.
Actif dans le mouvement péroniste dès le 17 octobre 1945, et appartenant, selon le mot de Félix Luna, au cercle des evitistes, c’est-à-dire à la cour d’Eva Perón, Espejo soutint en août 1951 la candidature, alors controversée, de celle-ci à la vice-présidence de la république, en binôme avec son époux Juan  Perón ; à cet effet, il appuya notamment l’idée de réunir le 22 août 1951, en vue d’un « Cabildo ouvert du Justicialisme », une très large foule sur l’avenue du 9-Juillet à Buenos Aires (emplacement, du reste, choisi par lui, au lieu de la place de Mai, qu’il avait jugée trop exiguë). À cette occasion, prenant enfin la parole après que la foule eut longtemps scandé le nom de Perón, Espejo déclara au micro :

« Mon général, nous constatons une absence, celle de votre épouse, madame Eva Perón, la sans-pareille dans le monde, dans l’histoire, dans l’affection et dans la vénération du peuple argentin. Sans doute sa modestie, qui est peut-être sa plus grande parure, l’a-t-elle empêchée de se trouver ici présente, mais ce Cabildo ouvert ne pourra se poursuivre sans la présence de la camarade Eva Perón. Permettez, mon général, que des membres du conseil de direction de la CGT aillent la chercher pour qu’elle soit ici présente, à vos côtés, à nos côtés, aux côtés de ce peuple qui vous a choisi comme unique conducteur de cette grande Argentine, laquelle s’épanouit, jour après jour, sous la conduite de Juan Perón et Eva Perón. »

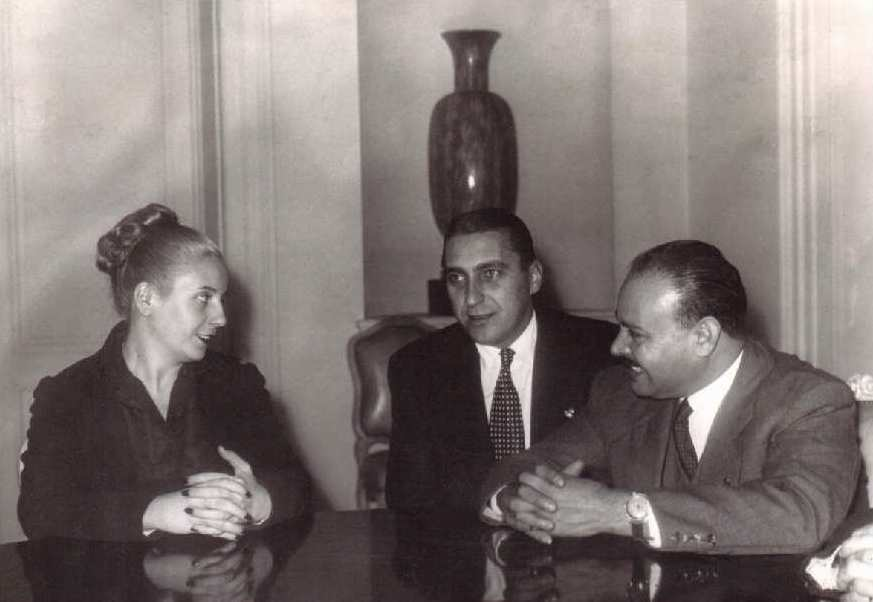
José Espejo (à droite) en conversation avec Eva Perón.

Eva Perón, s’étant laissé convaincre de se rendre sur les lieux, et ayant entendu lecture de la requête du Conseil supérieur du Parti péroniste en faveur de sa candidature à la vice-présidence, ne donna, contre toute attente, qu’une réponse évasive (« Je ferai ce que le peuple désire »), dont ne fut pas dupe Espejo. 
Quand la renonciation d’Eva Perón eut été actée, la CGT décida de lui dédier le sixième anniversaire du 17 octobre 1945 et de lui décerner une décoration. Devant la foule, Espejo déclara au micro, s’adressant à Evita : « Votre renonciation a la grandeur d’attitude des martyrs et des saints. » Eva Perón, souffrant de cancer, hâve et fort amaigrie, se tint debout, s’appuyant au bras de Juan Perón, de Carlos Aloé, de Mercante et d’Espejo. 
Après le coup d’État du 16 septembre 1955 et l’instauration subséquente du régime militaire autodénommé Révolution libératrice, il fut incarcéré dans le pénitencier d’Ushuaïa, puis transféré vers une prison de Río Gallegos, en Patagonie. Le 18 mars 1957, bénéficiant de complicités à l’extérieur, il réussit, en compagnie de John William Cooke, Guillermo Patricio Kelly, Pedro José Gomis, Jorge Antonio (le cerveau de l’opération) et Héctor Cámpora, à s’évader de prison et à gagner en voiture le Chili voisin. Sauf en ce qui concerne Kelly, recherché pour des délits de droit commun, les demandes d’extradition adressées par l’Argentine furent finalement rejetées par le Chili,.